# Добейся успеха снова
«Добе́йся успе́ха сно́ва» (англ. Bring It On Again) — американский комедийный фильм 2004 года о группе поддержки, снятый Дэймоном Сантостефано, с Энн Джадсон-Ягер и Бри Тернер в главных ролях.
Этот фильм является продолжением фильма «Добейся успеха» (1999) и вторая картина в киносерии, но в которой нет повторяющихся актёров или канонических отсылок к предыдущей части. «Добейся успеха снова» также является единственным сиквелом из четырёх, снятым одними и теми же продюсерами.

## Сюжет
Уиттиер приезжает в вымышленный Калифорнийский государственный колледж, надеясь попасть в чемпионскую университетскую команду поддержки. Она встречается со своей подругой из лагеря поддержки Моникой, и они обе демонстрируют впечатляющие выступления на отборочных соревнованиях. Старшая чирлидерша Тина готова пригласить их в команду, но её коллега Грег идёт ещё дальше, сообщая Тине, что Уиттиер станет следующей старшей чирлидершей. Это злит подругу Тины, Марни, которая уже застолбила за собой это место, но, по настоянию декана Себастьяна, Тина соглашается и берёт Уиттиер под своё крыло.
Уиттиер знакомится с Дереком, университетским диджеем, который сразу же проявляет к ней интерес. Тина очень требовательна и властна и предупреждает Уиттиер, что Дерек – не тот парень, с которым ей стоит встречаться. Монику раздражает вмешательство Тины, но Уиттиер на мгновение позволяет своим амбициям черлидерши взять верх и предает Дерека. Тина расстроена дерзким поведением Моники и наказывает её, что приводит к травме. Она ставит Уиттиер перед выбором: дружба или команда. Уиттиер и Моника устают от тирании Тины и уходят из команды черлидеров, но школьный дух Уиттиер невозможно сломить.
С помощью Моники она собирает изгоев из драмкружка, танцевального клуба и других групп, лишившихся финансирования в пользу программы поддержки, и формирует собственную разношёрстную команду, полную решимости сразиться с университетской командой за место на национальном чемпионате. Две команды в итоге соревнуются за место на национальном чемпионате, и в конечном итоге побеждает команда Уиттиер. После этого Уиттиер предлагает Тине место в своей команде, от которого она сначала отказывается, но в итоге всё же соглашается. Фильм заканчивается тем, что Тина подлизывается к Уиттиер и Монике, решая, что всё-таки хочет быть в их команде, в то время как Марни устраивает комическую истерику.

## В ролях
- Энн Джадсон-Йегер — Уиттер
- Бри Тёрнер — Тина
- Кевин Куни — Дин Себастьян
- Фон Эй Чэмберс — Моника
- Брайс Джонсон — Грэг
- Ричард Ли Джексон — Дерек
- Бетани Джой Галлеотти — Марни
- Холли Таун — Дженис
- Джэннис Хэмпхилл-младший — Фрэнсис
- Фелиция Дэй — Пенелопаээ
- Кэтрин Бэйлесс — Колин Липманээ
- Джошуа Гомес — Сэмми Стингерээ
- Келли Стэблс — крошечная блондинка

## Восприятие
Фильм «Добейся успеха снова» получил весьма сдержанные отзывы от профессиональных критиков. Его рейтинг одобрения на агрегаторе рецензий Rotten Tomatoes составляет всего 38 %, что свидетельствует о низком уровне удовлетворения аудитории, а также три оценки от профессиональных критиков, из которых лишь одна положительная.
Хизер Бернер из Common Sense Media поставила фильму три балла из пяти, отметив, что, несмотря на привлекательную актёрскую игру, лента не смогла достичь уровня качества и энергии, присущих своему предшественнику. Автор DVD Talk выразил схожее мнение, утверждая, что фильм не смог повторить успех оригинальной ленты, несмотря на приятный кастинг.

### Награды и номинации
Фильм получил две номинации на престижную премию DVD Exclusive Awards:
- Лучший фильм на DVD
- Лучшая женская роль (Бри Тёрнер)

Эти номинации подчёркивают определённое признание усилий создателей фильма, хотя и не свидетельствуют о большом успехе.